# Mimetispa simulatrix
Mimetispa simulatrix är en insektsart som först beskrevs av Robert McLachlan 1900.
Mimetispa simulatrix ingår i släktet Mimetispa och familjen fångsländor. Inga underarter finns listade i Catalogue of Life.